# علي الدرويش
علي الدرويش (1882 - 26 نوفمبر 1952) هو ملحن وباحث موسيقى سوري.

## حياته ونشأته
ولد في مدينة حلب سنة 1882 في حي قرب قلعة حلب، اسمه حارة المزوّق، نزح جده علي الدرويش من محافظة المنوفية في مصر إلى سورية، أثناء حروب إبراهيم باشا في سورية، وكان علي الدرويش واحداً من المجندين في هذا الجيش؛ فاستقر في مدينة حلب وتزوج فيها وأنجب ولده إبراهيم، وذلك عام 1845، الذي تعلم القراءة والكتابة وتجويد القرآن، واشتغل في تجارة الأقمشة.
أنجب إبراهيم بنتاً وولداً سمّاه علي (على اسم جده)، ودفع به إلى المدرسة الأشرفية، لتلقي العلم، وكان يزور والده في التكية المولوية في جامع المولي خانة القائم في محلة باب الفرج، وكانت العادة أن تقام حفلات خاصة كلّ يوم جمعة، وكان الطفل يستمع إلى أناشيدهم الصوفية، الجماعية والفردية، وينصت إلى موسيقاهم.
أوكلت إليه مهمة أداء الأذان، إذ لاحظ شيخ التكية المولوية أن للفتى صوتاً جميلاً وميلاً قوياً للموسيقى، ثم إنّ الوالد لقنه ألحان المولوية وأغانيهم كي يشترك الصغير في الحفلات التي يقيمونها، فتلقى الدروس الأولى في مبادئ الموسيقى وقواعدها.

## مسيرته
عندما أنهى دراسته الابتدائية، التحق بالمدرسة العثمانية المتوسطة، وتخرج منها بعد أربع سنوات، وقد لقب بالشيخ علي لأنه درس في مدرسة دينية، وقد عيّن بعد ذلك في وظيفة رئيس جماعة الموسيقيين والمنشدين في التكية المولوية.
بقي الشيخ علي في المولوية عدّة أعوام، وكان خلالها يواصل البحث والدراسة عن أصول الموسيقى، وقد جمع وصنف ودرس المؤلفات الموسيقية، وبحث عن ألحان الموشحات القديمة والقدود الحلبية، وعن فاصل «اسق العطاش» وعن فواصل رقص السماح وحركاتها، وكل ما تتميز به، ثم ألف مجموعة من الألحان الصوفية الخاصة بالطريقة المولوية، وهي المعروفة بالألحان القدسية، ومسجلة لإذاعة حلب، مع مجموعة أخرى من ألحانه.
أرسل الأمير خزعل، أمير المحمّرة، وهي الإمارة التي تقع شمال شرقي مدينة البصرة، في طلب علي الدرويش، فانتهز هذه الفرصة، وسافر على رأس فرقة موسيقية إلى الإمارة في عام 1912، وبقي في ضيافة الأمير عامين اثنين، نسب إليه رئاسة الفرقة النحاسية الخاصة بالقصر والإشراف على تدريباتها، وكان معه في الفرقة الشيخ عمر البطش، وقد درس خلالها الموسيقى والأغاني الفارسية حتى حذقها.

### في تركيا
في عام 1914، أجرت وزارة المعارف التركية فحصاً لانتقاء مدرسين للموسيقى، نجح فيه، وعيّن في مركز ولاية قسطموني الواقعة شمالي تركيا، وقد التحق بمعهد «دار الألحان» أثناء عمله في الولاية، فكان يسافر إلى إسطنبول ويجري امتحاناته في المعهد المذكور.
كان عمله في مدينة قسطموني تدريس مادة الموسيقى في المدارس السلطانية ودار المعلمين، فقام بتشكيل فرقة موسيقية لآلات النفخ من الطلاب، وكانت هذه الفرقة تقوم بالعزف في المناسبات الرسمية والشعبية والاستقبالات وغيرها.
في مدينة قسطموني، كان يتردّد على مركز المولوية، وبلغت مدّة إقامته فيها تسع سنوات، تزوّج خلالها من هناك، وأنجب خمسة أولاد ذكور بقي منهم ثلاثة على قيد الحياة. هناك، اهتم بتأليف كتابه الذي عرف بـ «كتاب النظريات الحقيقية في علم القراءة الموسيقية»، واعتمد فيه على العديد من الكتب والمصادر الفنية والعلمية.

### العودة إلى حلب
بعد الحرب العالمية الأولى، عاد الشيخ إلى موطنه حلب، واستقال من عمله في وزارة المعارف وأنجز بعض الأعمال الموسيقية، ولحن العديد من المقدمات الموسيقية والألحان الغنائية، كالموشحات والأناشيد والبشارف والسماعيات، وغيرها.
في هذه الفترة، عمل في «نادي الصنائع النفيسة»، مسؤولا عن القسم الموسيقي فيه، وعمل على تشكيل فرقة موسيقية، مع عدد من المردّدين والمغنيين، بقيادته وإشرافه، وكانت هذه الفرقة تعمل على مسارح مدينة حلب، وتجوب أنحاء القطر وخارجه، وتمّ استدعاؤه مع فرقته للعمل على مسارح إسطنبول، فقدمت الفرقة العديد من الحفلات على المسارح، وحققت نجاحاً كبيراً عبر تقديمها نماذج من الألحان، ومعظمها من ألحان الشيخ علي الدرويش، عازف الناي، ومدير الفرقة نفسه، وقد امتدت هذه الرحلة الفنية ما يزيد على ستة أشهر، عادت بعدها الفرقة إلى حلب، وقد اكتسبت خبرة موسيقية عملية.

### في مصر
في عام 1927، استلم الشيخ علي الدرويش دعوة رسمية موقعة من إدارة المعهد الموسيقي الشرقي في القاهرة؛ فسافر إليها مصطحباً مؤلفاته الموسيقية، وبرفقته عائلته وأولاده، وهناك تمّ الاطلاع على مؤلفاته من قبل لجنة فنية خاصة، واتفقت معه على شراء مؤلفه وكتابه المخطوط للقيام بتدريسه لطلبة المعهد لمدّة ثلاث سنوات دراسية، على أن يكون للمعهد الحقّ في نشر الطبعة الأولى من المخطوط، وكلف بتدريس آلة الناي حسب الأصول، كما طلب إليه أيضاً الإسهام في حفلات ونشاطات المعهد الرسمية، وسجّل خلال وجودة في القاهرة نخبة من ألحانه وموسيقاه على أسطوانات شركتي «بيضا فون» و«كراما فون»، كما أنه لم ينس زيارة قصر التكية المولوية؛ فكان يشترك في حفلاتها، ويقوم بأداء ألحانها مع فريق من المنشدين، منفرداً تارة وعزفاً على الناي تارة أخرى.
كُلف الشيخ علي خلال إقامته في مصر، بتدوين عدد كبير من الموشحات والأدوار المصرية القديمة، مثل ألحان وأدوار عبده الحامولي ومحمد عثمان، وداود حسني وغيرهم، إلى جانب تسجيله بعض العزف المنفرد على الناي.
وجهت إليه دعوة رسمية موقعة من رئاسة ديوان الملك فؤاد الأوّل للمشاركة في مؤتمر الموسيقى العربية الأوّل في القاهرة، وذلك في عام 1932، ودعي إلى هذا المؤتمر كبار علماء الموسيقى والفنانين من عرب وشرقيين ومستشرقين وأوروبيين، ودام انعقاده قرابة شهر من الزمن. ساهم الشيخ علي في لجنة المقامات والإيقاعات المستعملة التي لها جذور في الموسيقى الشرقية، وسجلت هذه الأبحاث وطبعت في كتاب بعدة لغات.

### في تونس
في عام 1931، تعرّف إلى المستشرق البارون رودلف ديرلنجية الذي أعجب بمقدرته الفنية والعلمية، ودعاه للعمل معه في مقرّ إقامته في تونس، وحصل له من المعهد الموسيقي الشرقي على أذن ملكي بالسفر إلى تونس.
سافر الشيخ علي الدرويش إلى تونس مرة أخرى في أواخر عام 1931، فمكث هناك عدّة أشهر، عاد بعدها إلى القاهرة، ليشارك في أعمال مؤتمر الموسيقى العربية الأوّل، وإثر انتهاء أعمال المؤتمر، عاد إلى تونس بدعوة خاصة من البارون ديرلنجية، وقد أبرمت وزارة المعارف التونسية مع الشيخ علي عقداً لتدريس الموسيقى النظرية والقراءة الموسيقية، وتدريب الفرق الغنائية والموسيقية على المقطوعات التراثية من الموشحات وغيرها، وذلك في «المعهد الموسيقي».
وكان الشيخ علي الدرويش يطوف مع المستشرق ديرلنجية أنحاء البلاد التونسية، بحثاً وتنقيباً عن الألحان والمؤلفات الغنائية والموسيقية التراثية المتبقية من آثار عرب الأندلس الذين هاجروا منها إلى تونس والقيروان، وقد وُفقّ خلال ذلك إلى جمع وتدوين قرابة 14 نوبة أندلسية، وعشرين ملحقاً لهذه النوبات، وجملة موشحات أندلسية غنائية، وعمل في الإذاعة التونسية، وقدّم بعض الإنتاج الموسيقي الإذاعي خلال إقامته هناك، وفي النهاية، قَفلَ عائداً إلى حلب، مصطحباً تلك المؤلفات الموسيقية القيمة التي حصل عليها خلال إقامته في تونس، وخلالها أهداه باي تونس وسام الافتخار تقديراً على جهوده وخدماته للموسيقا العربية.

### سوريا مجددا
في صيف عام 1935 أسس مع بعض أصدقائه، هواة الموسيقى، نادياً لتدريس الموسيقى، ونشر الوعي الفني والثقافة الموسيقية، باسم «النادي الموسيقي العربي»، وخلال هذه الفترة أعاد النظر في مؤلفه الموسيقي، من حيث عباراته اللغوية وأسلوب كتابته، وإضافة بعض الفصول والمواضيع الفنية إليه، ووافقت رئاسة المجلس الأعلى لرعاية الفنون والآداب في سورية على اقتناء الكتاب وطبعه على نفقة المجلس. وفي عام 1942 عيّن مدرساً للقسم الشرقي في المعهد الموسيقي في دمشق، وقد عمل في هذا المعهد مدة تسعة أشهر فقط، ثم أغلق المعهد بعد فترة لأسباب مالية.

### القدس وبغداد
في عام 1944، لبى الشيخ علي الدرويش دعوة إلى دار الإذاعة، في القدس، فسافر إليها حيث سجّل هناك عدداً من الموشحات القديمة. هناك، التقى بمدير برامج إذاعة القدس، عجاج نويهض، وتعرف إلى الأستاذ يوسف بتروني، قائد الفرقة الموسيقية الحديثة، وإلى الأستاذ يحيى السعودي، مدير القسم الموسيقي العربي في الإذاعة، وعلى الملحن والمطرب روحي الخماش. وإثر انتهاء الحرب العالمية الثانية، سافر الشيخ علي إلى القطر العراقي، بدعوة رسمية من وزارة المعارف العراقية للتدريس في معهد الفنون الجميلة في بغداد، وهناك دعته دار الإذاعة العراقية، فعمد إلى تسجيل نخبة من ألحان التراث القديم والموشحات الأندلسية، مع الفرقة الموسيقية والمنشدين التابعين للإذاعة، ثم قدّم استقالته للإذاعة لمرضٍ ألم به، وقفل عائداً إلى حلب. في عام 1951، وبعد أن شفي من مرضه، عمل في المعهد الموسيقي، وقد كلف بتسجيل نخبة من النوبات والموشحات الأندلسية القديمة التي كانت بحوزته.

## وفاته
لم يمض عام واحد على عودته حتى رحل، وكان رحيله ظهر يوم الخميس في 26 تشرين الثاني 1952، عن ثمانية وستين عاماً، وحياة قضاها في كفاح مستمر ومتواصل في سبيل خدمة الموسيقى العربية.